# Route nationale 766
Die Route nationale 766, kurz N 766 oder RN 766, war eine französische Nationalstraße, die von 1933 bis 1973 zwischen Blois und Seiches-sur-le-Loir verlief. Ihre Länge betrug 129,5 Kilometer.